# NGC 5846
NGC 5846 est une galaxie elliptique située dans la constellation de la Vierge. Sa vitesse par rapport au fond diffus cosmologique est de 1 903 ± 14 km/s, ce qui correspond à une distance de Hubble de 28,1 ± 2,0 Mpc (∼91,7 millions d'al). NGC 5846 a été découverte par l'astronome germano-britannique William Herschel en 1786. 

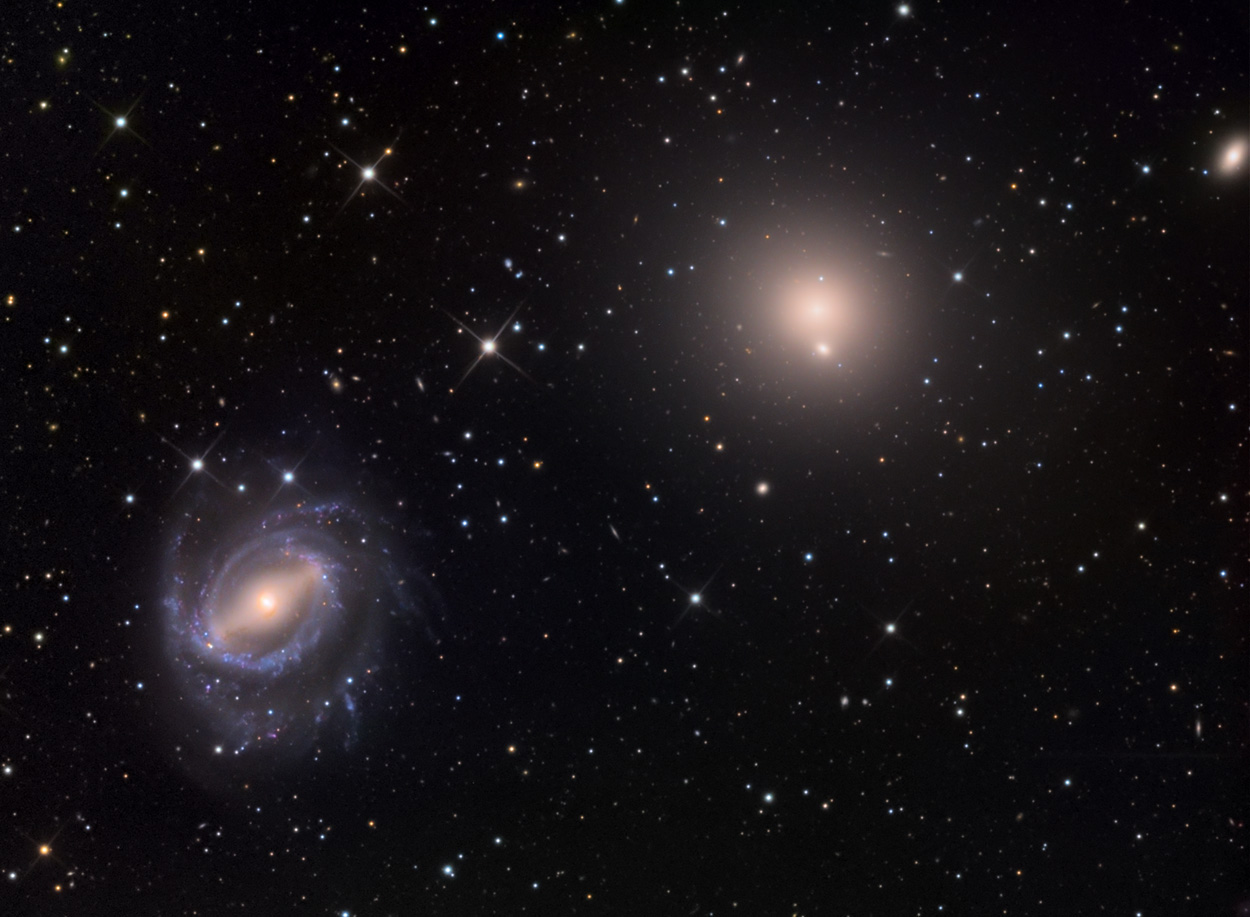
NGC 5846 (à droite) et NGC 5850 par Adam Block (Observatoire du mont Lemmon/Université de l'Arizona).

La galaxie NGC 5846 présente une large raie HI et elle renferme des régions d'hydrogène ionisé. C'est aussi une galaxie LINER, c'est-à-dire une galaxie dont le noyau présente un spectre d'émission caractérisé par de larges raies d'atomes faiblement ionisés.
À ce jour, deux douzaines de mesures non basées sur le décalage vers le rouge (redshift) donnent une distance de 28,771 ± 9,783 Mpc (∼93,8 millions d'al), ce qui est à l'intérieur des valeurs de la distance de Hubble.
La galaxie visible au travers NGC 5846 est PGC 53930. La distance de Hubble de cette dernière est égale à 35,27 ± 2,498 Mpc (∼115 millions d'al). PGC 53930 est donc plus éloignée que NGC 5846 et ces deux galaxies forment un couple purement optique.

## Caractéristiques

### Un noyau actif
NGC 5846 possède un noyau galactique actif à faible luminosité dont la catégorisation est ambiguë, car il présente à la fois des caractéristiques des galaxies LINER et des régions d'hydrogène ionisé. La source de l'activité de NGC 5846 serait un trou noir supermassif qui accrète de la matière. NGC 5846 abrite un trou noir supermassif dont la masse est estimée à (1,1 ± 0,1) x 109 {\displaystyle M_{\odot }}.

### Les amas globulaires
NGC 5846 renferme un grand nombre d'amas globulaires, plus de 1200 ont été trouvés dans les images du télescope spatial Hubble. C'est une densité semblable à celle observée dans d'autres grandes galaxies elliptiques.
La métallicité des amas de NGC 5846 présente aussi comme dans d'autres grandes galaxies elliptiques une distribution bimodale avec des valeurs de [Fe/H] = -1,2 et -0,2. Le rayon effectif des amas varie de 3 à 5 pc, les plus gros amas étant situés dans les régions centrales. Sept amas globulaires présentent une contrepartie dans le domaine des rayons X, qui sont d'ailleurs parmi les sources X les plus intenses de NGC 5846. Ces amas sont surtout dans la région centrale, ils sont optiquement lumineux et compacts et ils appartiennent à la sous-population rouge. 

### Distribution des gaz de la région centrale

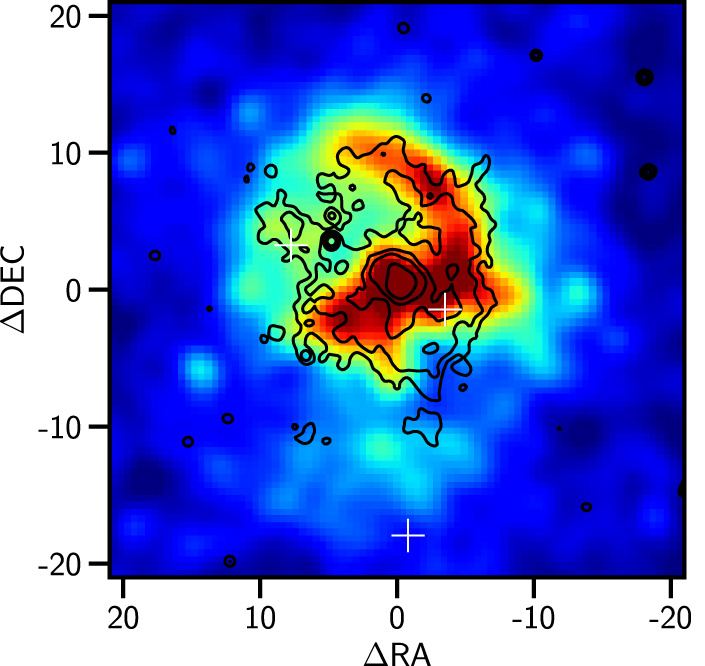
Image dans le domaine des rayons X par Chandra avec une superposition des contours des émissions Hα+[N ii]. Les croix blanches indiquent l'emplacement des trois nuages de monoxyde de carbone (CO).

La morphologie des émissions X de NGC 5846 est complexe et l'on considère que c'est en raison des écoulements produits par son noyau actif. Deux bulles de gaz chaud à une distance de 600 pc du centre de la galaxie constituent des indications claires de l'activité récente du noya. Une faible source radio dans la direction NE-SO relie ces deux cavités. Deux contours brillants d'émission X entourent ces bulles. De nombreux nœuds radiographiques sont visibles, suggérant des sites de refroidissement. Le scénario déduit des observations de Chandra est celui d'un écoulement produit par l'activité du noyau qui comprime et refroidit le gaz, dans une région de 2 kpc du noyau (à 20" du centre).
Les observations des émissions H-Alpha (Hα) de l'hydrogène,, révèlent la présence de gaz chaud ionisé dans la région centrale de 2 kpc de NGC 5846. Les spectres de ces gaz montrent un mouvement irrégulier de ceux-ci avec des vitesses typiques allant de 150 à 200km/s. Ces gaz chauds correspondent aux contours des rayonnements X brillants, suggérant également un écoulement produit par le noyau actif.  
On a détecté à l'aide du télescope spatial Spitzer des raies de l'infrarouge moyen, par exemple celle du néon doublement ionisé (Ne ii) à 12,81 μm et du néon triplement ionisé (Ne iii) à 15,55 μm, mais aucune trace d'émission d'hydrocarbures aromatiques polycycliques (HAP). Plusieurs sources radio ont été détectées à des fréquences de 2, 3, 5 et 15 GHz en utilisant le réseau de radiotélescopes VLBA. Ces sources sont alignées dans la direction nord-sud.
De récentes observations réalisées à l'aide de l'instrument PACS (Photodetecting Array Camera and Spectrometer) installé sur le télescope spatial Herschel ont détecté des émissions en provenance du carbone doublement ionisé (C ii) qui occupe une région d'environ 2 kpc dans la région centrale. L'émission (C ii) se superpose presque exactement avec l'émission Hα et celle de l'azote (N II). Le flux total (C ii) et Hα au flux (N II) ont un rapport de 2,5 ce qui est très similaire à la valeur du rapport observé dans d'autres galaxies elliptiques au centre d'un groupe de galaxies. De plus, les vitesses déduites de la raie spectrale du (C ii) sont cohérentes avec celles mesurées pour la raie Hα. Ceci indique que la raie (C ii) est émise par le gaz chaud.
Il existe une autre indication que le gaz froid de cette galaxie est perturbé par un sursaut d'activité du noyau. Il présente en effet un excès de poussière froide à une température avoisinant les 30 K qui couvre approximativement la même région que le gaz moléculaire et le gaz ionisé. Avec une luminosité égale à 3,5 x 1041 erg/s à une longueur d'onde de 70 μm, NGC 5846 présente les mêmes propriétés de poussière que plusieurs grandes galaxies elliptiques, comme NGC 4636 et NGC 5044. Cela s'explique mieux par l'éjection de gaz poussiéreux du centre NGC 5846 par l'activité de son noyau qui se serait produit il y a environ 10 millions d'années.
Trois nuages de monoxyde de carbone (CO) ont aussi été détectés dans NGC 5846. Les nuages notés 1 et 3 ont été résolus dans au moins une direction par le réseau de radiotélescopes ALMA. Leur envergure est d'environ 1,2" et de 2,9" et ils sont respectivement à environ 0,6 kpc et 1,0 kpc du centre de la galaxie. Le nuage 3 est aligné presque exactement le long d'un filament de poussière, tandis que le nuage 1 coïncide également avec de petites structures d'extinction de poussière. La luminosité de surface du nuage 3 indique qu'il pourrait être composé de deux nuages proches. Le nuage 2 est plus éloigné du centre et on pense qu'il pourrait provenir du refroidissement sous les cavités d'émission des rayons X.

### Matière noire
La vitesse des amas globulaires dans le halo de NGC 5846 indique une fraction de son contenu en matière noire de (83 ± 5) % de sa masse à l'intérieur de cinq rayons effectifs.

## Groupe d'IC 1066
Selon Abraham Mahtessian, NGC 5846 fait partie d'un groupe de galaxies qui compte 15 membres, le groupe d'IC 1066. IC 1066 n'est ni la plus brillante ni la plus grosse galaxie du groupe, mais c'est la première galaxie de la liste de Mahtessian. Plusieurs des galaxies de cette liste se trouvent dans d'autres groupes décrits par d'autres sources, dont NGC 5846 dans le groupe de NGC 5846. Les membres du groupe selon l'ordre décrit pas Mahtessian sont : IC 1066,IC 1067, NGC 5770, NGC 5774, NGC 5775, NGC 5806, NGC 5813, NGC 5831, NGC 5839, NGC 5838, NGC 5845, NGC 5846, NGC 5854, NGC 5864 et NGC 5869.
Le groupe de d'IC 1066 fait partie de l'amas de la Vierge III.

## Groupe de NGC 5846
NGC 5846 est la galaxie la plus  brillante d'un groupe de galaxies qui porte son nom. Selon A. M. Garcia, le groupe de NGC 5846 compte au moins neuf galaxies. Les huit autres membres du groupe sont NGC 5813, NGC 5831, NGC 5854, NGC 5864, NGC 5869, UGC 9746, UGC 9760 et UGC 9751. Richard Powell mentionne aussi le groupe de NGC 5846 sur son site avec les mêmes neufs galaxies, mais il ajoute NGC 5846A (PGC 53930). Le groupe de NGC 5846 fait partie de l'amas de la Vierge III.